# 山伏峠 (伊豆)
- 北緯35度2分55.9秒 東経139度2分1.7秒 / 北緯35.048861度 東経139.033806度
- 山伏峠 - 地理院地図
- 山伏峠 (伊豆) - Google マップ

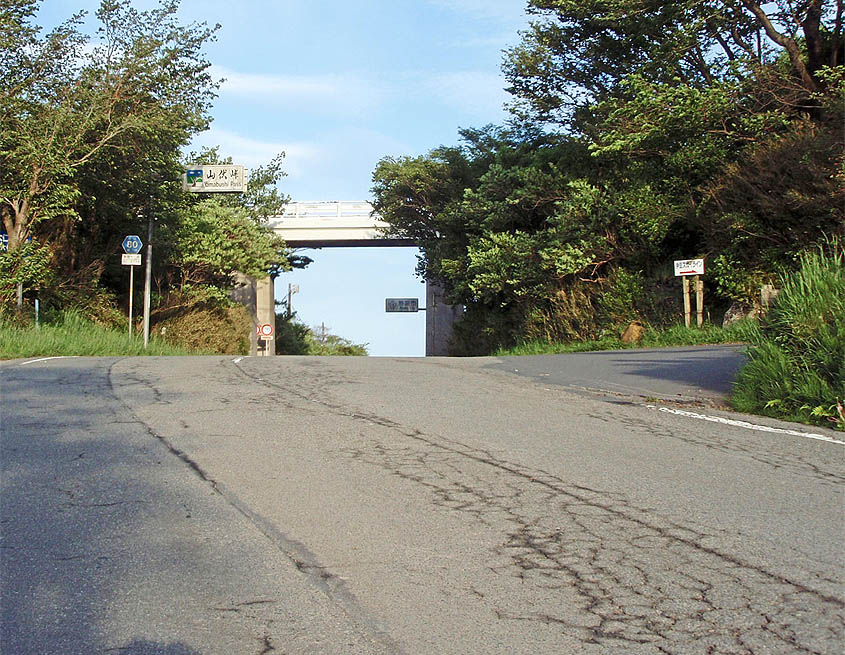
伊豆の国市側より

山伏峠（やまぶしとうげ）は、静岡県伊豆の国市と熱海市を結ぶ峠で、上を伊豆スカイラインが交差する。

## 交通
- 静岡県道80号熱海大仁線
- 伊豆スカイライン

※冬場は路面凍結に注意を要する。熱海市側は改良工事が行われているが、一部は急カーブで幅員も狭く注意を要する。

## 現況
峠の熱海側はパラフィールドパラグライダースクールの敷地になっており、峠周辺をパラグライダーが飛行している。伊豆スカイラインの山伏峠北側には展望駐車場があり、天気の良い日は網代湾越しに初島や伊豆大島、遠く三浦半島や房総半島も見渡すことができる。

## 山伏峠インターチェンジ
伊豆スカイラインの県道80号線と接続するインターチェンジ。伊豆スカイラインの他のインターチェンジには加速車線や減速車線があり判りやすいのに対し、山伏峠は単なる丁字路で幅も狭く、見落としやすい。県道側も同様である。
連絡路の幅は狭く、普通自動車同士でもすれ違いには徐行を要する。分岐が狭いこともあり、大型車の利用は困難である。
伊豆スカイラインは、入口料金所で目的地を告げて料金を支払い、出口では券を渡す方式（鉄道の乗車券と同じ）だが、山伏峠には料金所がない。このため、事前に精算する。
入り口には、不正通行の禁止、道路公社に接続されている防犯カメラ、125cc以下の二輪車通行禁止の看板のみがある。

### 隣
伊豆スカイライン
韮山峠IC - 山伏峠IC - 亀石峠IC